# Oleg Danilowitsch Kalugin
Oleg Danilowitsch Kalugin (russisch Олег Данилович Калугин; * 6. September 1934 in Leningrad) ist ein russischer Geheimdienstler. Der ehemalige KGB-Generalmajor lebt mittlerweile in den USA und arbeitete dort als Dozent des Washingtoner „Centre for Counterintelligence and Security Studies“. Er ist seit dem 4. August 2003 Staatsbürger der USA.

## Leben bis 1980
Der Sohn eines NKWD-Offiziers besuchte zunächst die Leningrader Universität und trat während dieser Zeit in das KGB ein. Mit einem Fulbright-Stipendium in der Tasche flog er 1958 in die USA, um Journalismus an der Columbia University zu studieren. Er schloss das Studium 1959 ab und behauptet, in dieser Zeit seinen ersten Spion rekrutiert zu haben, der später in der US-amerikanischen Raketenindustrie angestellt war. Es folgten Tätigkeiten als Radiokorrespondent bei den Vereinten Nationen in New York. 1965 wurde er stellvertretender Leiter der KGB-Residentur in der sowjetischen Botschaft in Washington.
Er wurde 1974 zum Generalmajor befördert und war zu der Zeit der jüngste KGB-General in der Geschichte des Nachrichtendienstes. Ab 1974 war er Chef der für Gegenspionage zuständigen Abteilung in der „Ersten Hauptverwaltung“ des KGB. In diese Zeit fallen auch der Mord am bulgarischen Schriftsteller und Dissidenten Georgi Markow in London und der versuchte Mord an Wladimir Kostow in Paris. Kalugin machte später keinen Hehl daraus, dass er auf Befehl des damaligen KGB-Chefs Juri Andropow im Jahr 1978 zwei KGB-Agenten mit den technisch ausgefeilten Mordwerkzeugen nach Sofia schickte, um sie dem bulgarischen Geheimdienst KDS (Komitet za darschawna sigurnost) (bulg.: Комитет за държавна сигурност) zu übergeben, welcher nachweislich die Mordanschläge ausführte.
Kalugin erhielt laut Oleg Gordijewski für diese Operation eine Auszeichnung des KGB.

## Leben ab 1980
Nach Meinungsverschiedenheiten und angeblichen Intrigen in der KGB-Führung enthob man Kalugin seines Postens in der Gegenspionageabteilung und machte ihn zum ersten stellvertretenden Leiter der KGB-Zweigstelle in Leningrad. Seine Hauptaufgabe hier war es, regimekritische Tendenzen zu unterdrücken und besonders widerspenstige Personen in Gefängnisse oder psychiatrische Kliniken zu sperren. Kalugin gab später in zahlreichen Interviews an, dass in ihm während dieser Zeit erste Zweifel am sowjetischen System aufkamen. Nach eigenen Aussagen begann er Briefe an Michail Gorbatschow und andere sowjetische Reformpolitiker zu schreiben, in denen er sich darüber beschwerte, dass der Geheimdienst größtenteils damit beschäftigt sei, das Volk wegen Kleinigkeiten zu terrorisieren und die Korruption unter den höheren Parteifunktionären zu decken. Er schrieb auch öffentliche Artikel in der Zeitung und wurde dabei von seinem alten Studienfreund, dem Perestroika-freundlichen Journalisten Jegor Jakowlew unterstützt. Kalugin wurde im Februar 1990 in den Ruhestand geschickt. Im selben Jahr wurde er auf Befehl Gorbatschows degradiert, seine Rente gekürzt und sämtliche Ehrungen rückgängig gemacht.
Trotz seiner vorhergehenden Karriere im KGB gewann Kalugin durch seine öffentliche Systemkritik Popularität und wurde im September 1990 in den Obersten Sowjet gewählt. Dort saß er als Abgeordneter für die Region Krasnodar. Er unterstützte Boris Jelzin bei der Bekämpfung des Augustputsches 1991.
1995 bot man ihm eine Lehrtätigkeit an der Katholischen Universität von Amerika an. Er hielt dort Vorlesungen und koordinierte später auch ein Joint Venture zwischen AT&T und russischen Telekommunikationsunternehmen.
Derzeit arbeitet Kalugin als Dozent beim Washingtoner Centre for Counterintelligence and Security Studies. Er veröffentlichte zahlreiche Bücher, in denen Details über das KGB zu finden sind. Allerdings legt Kalugin Wert darauf, dass er nie Kollegen verraten hat und er möchte nicht in eine Reihe mit „Verrätern“ wie Oleg Gordijewski gestellt werden. Andererseits belastete er seinen ehemaligen Informanten, den US-Soldaten George Trofimoff schwer, so dass dieser 2001 zu lebenslanger Haft wegen Spionage verurteilt wurde.
In Russland wurde Kalugin 2002 in Abwesenheit zu 15 Jahren Gefängnis verurteilt. Die USA weigerten sich, Kalugin auszuliefern und bürgerten ihn schließlich im Jahr 2003 ein.
Kalugin kritisiert regelmäßig Wladimir Putin und nannte ihn einen Kriegsverbrecher.

## Unklarheiten in Kalugins Biographie
Es bleibt unklar, weshalb Kalugin tatsächlich nach Leningrad abgeschoben wurde. Kalugins eigene Versionen reichen vom „engen Freund“, der der Spionage verdächtigt wurde und den Kalugin angeblich versuchte zu schützen, bis zu der Version, dass eine von ihm angeworbene amerikanische Person als Doppelagent für die CIA gearbeitet hat.
Selbst über den Grund, weshalb er in die USA gegangen ist, herrscht keine Klarheit. Einerseits gibt er an, dass seine Kritik am Tschetschenienkrieg ihn 1995 zu der Ausreise gezwungen hätte, weil man ihn verhaften wollte. Andererseits gab er an, dass er durch geschäftliche Angelegenheiten sozusagen zufällig in den USA landete und dort „hängenblieb“.